# Ernst Fivian
Ernst Fivian (Thun, 12 de agosto de 1931 - Lucerna, 15 de diciembre de 2021) fue un gimnasta artístico suizo, subcampeón olímpico en Helsinki 1952 en el concurso por equipos.

## Carrera deportiva
En los JJ. OO. celebrados en Helsinki en 1952 consiguió la plata en equipos —tras la Unión Soviética y delante de Finlandia— siendo sus compañeros de equipo: Hans Eugster, Ernst Gebendinger, Jack Günthard, Hans Schwarzentrube, Josef Stalder, Melchior Thalmann y Jean Tschabold.
Tuvo una destacada participación en el Campeonato Europeo de Gimnasia Artística de 1959, ganando oro en gimnasia de piso y bronce en salto de potro, gracias a eso fue distinguido como Deportista Suizo del Año. 
En 1961 nuevamente obtuvo bronce en salto de potro. Tuvo que poner fin a su carrera tras romperse dos tendones de Aquiles.